# Gaskiers-Point La Haye
Gaskiers-Point La Haye é uma pequena cidade localizada na província canadense de Terra Nova e Labrador. De acordo com o censo canadense de 2016, a cidade tinha uma população de 232 habitantes.